# Äthiopische Streitkräfte

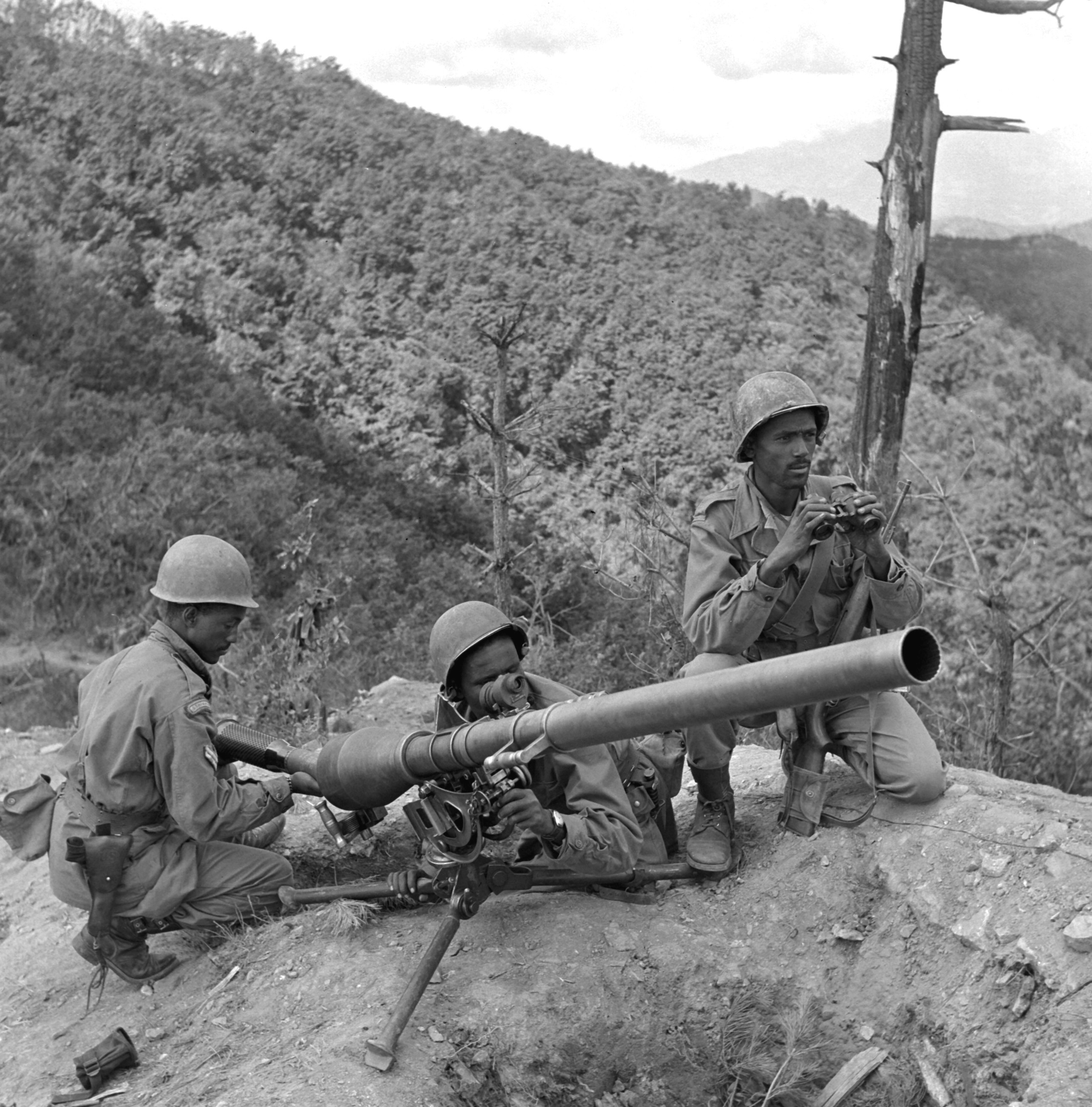
Äthiopische Soldaten im Koreakrieg 1951

Die Äthiopischen Streitkräfte (englisch Ethiopian National Defense Forces, kurz ENDF) sind das Militär Äthiopiens.
Sie wurden in ihrer heutigen Form nach der Auflösung der Kaiserlichen Armee Äthiopiens 1975 als Streitkräfte der Demokratischen Volksrepublik Äthiopien gegründet und nach dem Sieg der Revolutionären Demokratischen Front der Äthiopischen Völker 1991 zu Ethiopian National Defense Forces umbenannt. Sie waren im Jahr 2020 138.000 Mann stark, was sie zu einer der größten Armeen Afrikas macht.
Die Äthiopischen Streitkräfte bestehen aus den Teilstreitkräften Heer und Luftstreitkräfte. Seit der Unabhängigkeit Eritreas (1993) verfügt das Land über keine Marine mehr.

## Geschichte
Die Kaiserliche Armee Abessiniens war die älteste noch existierende Armee der Welt. Den Truppen des Kaiserreichs gelang es bis zum Abessinienkrieg 1935/36, ihr Territorium erfolgreich zu verteidigen. Dann wurden die Streitkräfte vom faschistischen Italien besiegt und Äthiopien wurde kurzzeitig Teil Italienisch-Ostafrikas. Von 1940 bis 1941 befreiten geflüchtete Einheiten zusammen mit Truppen des Britischen Empire das Kaiserreich und beteiligten sich am Wiederaufbau der Monarchie unter Haile Selassie. Die Inflation in der Folge der Dürrekatastrophe von 1973 und der Ölkrise löste in Äthiopien Massendemonstrationen von Studenten und Streikwellen aus und führten zum Sturz Selassies. 1975 wurde die Monarchie abgeschafft und das ehemalige Kaiserreich eine sozialistische Volksrepublik. Dies führte zum Äthiopischen Bürgerkrieg. Der provisorische Militärverwaltungsrat Derg verfügte mit Unterstützung des Ostblocks bald über die nominal größte Armee des subsaharischen Afrikas – um die 300.000 Mann. Im Ogadenkrieg 1977 bis 1978 konnte sich Äthiopien behaupten. Die Kampfkraft der Armee, die größtenteils aus zwangsrekrutierten Bauern bestand, war jedoch vergleichsweise gering. Die äthiopische Regierung unter Mengistu Haile Mariam wurde schließlich von einer Koalition aus drei verschiedenen Rebellengruppen – der Revolutionären Demokratischen Front der Äthiopischen Völker – und eigenen Funktionären gestürzt. Im Mai 1991 nahm die Revolutionäre Demokratische Front erfolgreich die Hauptstadt Addis Abeba ein.
Die Streitkräfte der Demokratischen Volksrepublik Äthiopien wurden von den Ethiopian National Defense Forces abgelöst. Nach einem Referendum am 25. April 1993 wurde in Übereinstimmung mit der neuen äthiopischen Regierung die unabhängige Republik Eritrea ausgerufen. In den darauffolgenden Jahren verschlechterten sich die Beziehungen zwischen Äthiopien und Eritrea. Während des Grenzkrieges gegen Eritrea von 1998 bis 2000 mobilisierten die äthiopischen Streitkräfte bis zu 350.000 Soldaten. Eine große Anzahl an Soldaten wurde nach dem Krieg wieder demobilisiert. Die Streitkräfte befinden sich weiterhin im Transformationsprozess von einer ehemaligen Guerilla-Armee hin zu einer Berufsarmee. Dabei erhalten die äthiopischen Streitkräfte Unterstützung verschiedener Staaten, insbesondere von den USA. Äthiopien hat zwei Friedenskontingente entsandt, eines nach Burundi und ein weiteres nach Liberia. 2009 wurden auch Soldaten in die sudanesische Krisenregion Darfur entsandt. Seit Juni 2011 stellen die Streitkräfte das Hauptkontingent für die Friedensmission United Nations Interim Security Force for Abyei (UNISFA) zwischen dem Sudan und Südsudan. Im Dezember 2011 unterstützten die äthiopischen Soldaten auch die Mission der Afrikanischen Union in Somalia (AMISOM) und befanden sich im Krieg gegen die Union islamischer Gerichte in Somalia. Seit Januar 2014 beteiligt sich Äthiopien (erneut) mit 4400 Soldaten an AMISOM.
Am 22. Juni 2019 wurde Generalstabschef Se’are Mekonnen in der Provinz Amhara von Putschisten getötet. Er wurde durch Adem Mohammed ersetzt.
Ab 2020 kämpften die Streitkräfte im Bürgerkrieg in Äthiopien.

## Ausrüstung

### Heer
Das Heer umfasst im Moment 135.000 aktive Soldaten. Äthiopien erweiterte seine Waffenbestände insbesondere im Grenzkrieg gegen Eritrea (1998–2000).
Zur Ausrüstung zählten im Jahr 2020:

#### Fahrzeuge
| Typ            | Herkunft            | Funktion                | Version | Anzahl  |
| -------------- | ------------------- | ----------------------- | ------- | ------- |
| T-54 T-55 T-62 | Sowjetunion         | Kampfpanzer Bergepanzer |         | 246+    |
| T-72           | Sowjetunion         | Kampfpanzer             | B T UA1 | 215     |
| BRDM-1 BRDM-2  | Sowjetunion         | Spähpanzer              |         | ca. 100 |
| BMP-1          | Sowjetunion         | Schützenpanzer          |         | ca. 20  |
| ZSD89          | Volksrepublik China | Mannschaftstransporter  |         |         |
| BTR-60 BTR-152 | Sowjetunion         | Mannschaftstransporter  |         | ca. 300 |
| WZ551          | Volksrepublik China | Mannschaftstransporter  |         |         |
| Gaia Thunder   | Israel              | MRAP                    |         |         |
| Ze’ev          | Israel              | Mehrzweckfahrzeug       |         |         |
| BTS-5B         | Ukraine             | Bergepanzer             |         | 4       |
| MTU            | Sowjetunion         | Brückenlegepanzer       |         |         |
| Bozena         | Slowakei            | Minenräumpanzer         |         |         |

#### Panzerabwehrwaffen
| Typ           | Herkunft    | Funktion                |
| ------------- | ----------- | ----------------------- |
| 9K11 Maljutka | Sowjetunion | Panzerabwehrlenkwaffe   |
| 9K111 Fagot   | Sowjetunion | Panzerabwehrlenkwaffe   |
| 9K135 Kornet  | Sowjetunion | Panzerabwehrlenkwaffe   |
| B-10          | Sowjetunion | Rückstoßfreies Geschütz |
| B-11          | Sowjetunion | Rückstoßfreies Geschütz |
| D-44          | Sowjetunion | Kanone                  |

#### Artillerie
| Typ          | Herkunft            | Kaliber | Funktion         | Anzahl |
| ------------ | ------------------- | ------- | ---------------- | ------ |
| 2S1 Gvozdika | Sowjetunion         | 122 mm  | Panzerartillerie |        |
| 2S19 Msta-S  | Sowjetunion         | 152 mm  | Panzerartillerie | 10     |
| D-30 M-30    | Sowjetunion         | 122 mm  | Haubitze         | 464    |
| M-46         | Sowjetunion         | 130 mm  | Haubitze         |        |
| AH-2         | Volksrepublik China | 155 mm  | Haubitze         |        |
| PHL03        | Volksrepublik China | 300 mm  | Raketenwerfer    |        |
| BM-21 Grad   | Sowjetunion         | 122 mm  | Raketenwerfer    | ca. 50 |
| M1 M29       | Vereinigte Staaten  | 81 mm   | Mörser           |        |
| M-1937       | Sowjetunion         | 82 mm   | Mörser           |        |
| M-1944       | Sowjetunion         | 120 mm  | Mörser           |        |

#### Flugabwehrwaffen
| Typ              | Herkunft    | Funktion         | Anmerkungen |
| ---------------- | ----------- | ---------------- | ----------- |
| S-75 Dwina       | Sowjetunion | Flugabwehrrakete |             |
| S-125 Pechora    | Sowjetunion | Flugabwehrrakete |             |
| 9K32 Strela-2    | Sowjetunion | MANPADS          | veraltet    |
| 96K6 Panzir      | Russland    | Flugabwehrrakete |             |
| ZSU-23-4 Schilka | Sowjetunion | Flugabwehrpanzer |             |
| ZU-23            | Sowjetunion | Flugabwehrkanone |             |
| M1939            | Sowjetunion | Flugabwehrkanon  |             |
| S-60             | Sowjetunion | Flugabwehrkanone |             |

### Luftwaffe

Roundel der Luftwaffe Äthiopiens

Die Luftstreitkräfte hatten im Jahr 2020 eine Personalstärke von 3000 aktiven Soldaten. Sie verfügt u. a. über (Stand Ende 2022):
- 14× Jagdbomber (Suchoi Su-27)
- 9× Abfangjäger (MiG-23)
- 7× Aufklärungs- und Transportflugzeuge (3× Antonow An-12; 1× Antonow An-32; 2× C-130B/E; 1× DHC-6)
- 26× Ausbildungsflugzeuge (10× L-39; 4× Aermacchi SF-260; 6× Suchoi Su-27; 6× G120TP)
- 6× Kampfhubschrauber (Mil Mi-24)
- 14× Transporthubschrauber (Mil Mi-8/Mi-17)
- 3× Mehrzweckhubschrauber (3× SA316)

### Marine
Seit der Unabhängigkeit Eritreas 1993 ist Äthiopien ein Binnenland ohne Zugang zum Meer. Über eine Marine verfügt Äthiopien seitdem nicht mehr. Es besteht jedoch die Absicht wieder eine Marine aufzubauen, die in Dschibuti stationiert werden soll, während das Kommando der Seestreitkräfte seinen Sitz in Bahir Dar, der Hauptstadt der äthiopischen Provinz Amhara, haben soll.

## Bewaffnete Oppositionskräfte
Für bewaffnete Oppositionskräfte siehe:
- Revolutionäre Demokratische Einheitsfront der Afar
- Oromo-Befreiungsfront
- Nationale Befreiungsfront für den Ogaden
- Westsomalische Befreiungsfront
- Eritreische Volksbefreiungsfront